# Amelia Bedelia
Amelia Bedelia – główna bohaterka serii książek dla dzieci, autorstwa Amerykanki Peggy Parish. Imię i nazwisko postaci stanowi również tytuł pierwszej części serii. Amelia Bedelia to gosposia, która wszystkie polecenia bierze dosłownie, z czego wynika masa zabawnych nieporozumień.

## Historia powstania
Postać Amelii Bedelii została wykreowana przez amerykańską pisarkę Peggy Parish. Autorka w okresie od 1963 roku do swojej śmierci w 1988 roku napisała w sumie dwanaście tomów, zyskując wielu miłośników. Za ich sprawą, w 1995 roku, Herman Parish (bratanek Peggy) zaczął pisać kontynuacje. Stworzył ich czternaście na przestrzeni lat od 1995 do 2008 roku. Następnie – od 2009 roku –  Herman tworzył prequele cyklu, opowiadające o dzieciństwie głównej bohaterki. Do roku 2015 wydał on w sumie 23 tomy prequeli.
11 stycznia 2017 roku Wydawnictwo Literackie wprowadziło książki po raz pierwszy na polski rynek.

## Lista książek
- Seria oryginalna

1. Amelia Bedelia (1963) (pol.[2][3] Amelia Bedelia, 2017)
2. Thank You, Amelia Bedelia (1964) (pol. Dziękujemy Ci, Amelio Bedelio!, 2017)
3. Amelia Bedelia and the Surprise Shower (1966) (pol. Amelia Bedelia i przyjęcie niespodzianka, 2017)
4. Come Back, Amelia Bedelia (1971) (pol. Wracaj, Amelio Bedelio!, 2017)
5. Play Ball, Amelia Bedelia (1972)
6. Good Work, Amelia Bedelia (1976)
7. Teach Us, Amelia Bedelia (1977)
8. Amelia Bedelia Helps Out (1979)
9. Amelia Bedelia and the Baby (1981)
10. Amelia Bedelia Goes Camping (1985)
11. Merry Christmas, Amelia Bedelia (1986)
12. Amelia Bedelia's Family Album (1988)

- Sequele

1. Good Driving, Amelia Bedelia (1995)
2. Bravo, Amelia Bedelia! (1997)
3. Amelia Bedelia 4 Mayor (1999)
4. Calling Doctor Amelia Bedelia (2002)
5. Amelia Bedelia and the Christmas List (2003)
6. Amelia Bedelia, Bookworm (2003)
7. Happy Haunting, Amelia Bedelia (2004)
8. Amelia Bedelia Goes Back to School (2004)
9. Be My Valentine, Amelia Bedelia (2005)
10. Amelia Bedelia, Rocket Scientist? (2005)
11. Amelia Bedelia Under Construction (2006)
12. Amelia Bedelia's Masterpiece (2007)
13. Amelia Bedelia and the Cat (2008)
14. Amelia Bedelia Talks Turkey (2008)

- Prequele

1. Amelia Bedelia's First Day of School (2009)
2. Amelia Bedelia's First Valentine (2009)
3. Amelia Bedelia Bakes Off (2010)
4. Amelia Bedelia's First Apple Pie (2010)
5. Go West, Amelia Bedelia! (2011)
6. Amelia Bedelia's First Field Trip (2011)
7. Amelia Bedelia Makes a Friend (2011)
8. Amelia Bedelia's First Vote (2012)
9. Amelia Bedelia, Cub Reporter (2012)
10. Amelia Bedelia Sleeps Over (2012)
11. Amelia Bedelia Unleashed (2013)
12. Amelia Bedelia Means Business (2013)
13. Amelia Bedelia Hits the Trail (2013)
14. Amelia Bedelia's First Library Card (2013)
15. Amelia Bedelia Road Trip! (2013)
16. Amelia Bedelia Tries her Luck (2013)
17. Amelia Bedelia Joins the Club (2014)
18. Amelia Bedelia Goes Wild (2014)
19. Amelia Bedelia Shapes Up (2014)
20. Amelia Bedelia Chalks One Up (2014)
21. Amelia Bedelia Cleans Up (2015)
22. Amelia Bedelia Is for the Birds (2015)
23. Amelia Bedelia Sets Sail (2015)

- Inne

Oprócz głównych książek z serii, powstało wiele dodatkowych wersji skróconych, służących do nauki czytania, a także gadżetów, dedykowanych głównej bohaterce.

## Ekranizacje i adaptacje
Na podstawie książek powstało kilka przedstawień teatralnych. W 2005 roku realizację filmu zapowiadali Tom Hanks i Gary Goetzman.